# Teras
Teras (en grec antic Θήρας), va ser, segons la mitologia grega, l'heroi epònim de l'illa de Tera (actualment Santorí). Fill d'Autesió, pertany al llinatge de Cadme i és descendent d'Èdip.
El seu pare, Autesió, s'havia instal·lat a Esparta, on Argia, germana bessona de Teras, s'havia casat amb l'heràclida Aristodem, amb el que havia tingut dos fills, els bessons Procles i Eurístenes. Al morir Aristodem, va deixar els fills encara petits, i Teras va ser el seu tutor i rei d'Esparta com a regent. Quan els nois van ser majors d'edat, Teras va abandonar el país per no estar sota les seves ordres, i s'establí a l'illa que llavors s'anomenava Cal·liste (la Bellíssima) i que després es va anomenar Tera, l'actual Santorí. Va anar a aquesta illa perquè havia estat colonitzada pels fenicis anteriorment, que eren companys de Cadme, el seu avantpassat. Hi va anar amb un contingent de minies, descendents dels argonautes, desterrats de Lemnos temps enrere i establerts a Lacedemònia. Teras va equipar tres naus i s'instal·la a l'illa, i quan va morir, els illencs canviaren el nom del territori per Tera.